# ジョン・ルイス (百貨店)
ジョン・ルイス (John Lewis) はイギリスの百貨店チェーン。親会社はジョン・ルイス・パートナーシップ。
1925年から掲げている"Never Knowingly Undersold（どこよりも安く）"のキャッチフレーズで知られる。

## 歴史
1号店は1864年にロンドンのオックスフォード・ストリートに開業した。
2008年1月1日、ジョン・ルイスのオックスフォード・ストリート店は女王から生活用品と服飾品について王室御用達の指定を受けた。また、レディング店も2007年に生活用品と装飾品について王室御用達の認定を受けている。
2012年現在、イギリス国内に新業態の"アット・ホーム"ストア6店舗を含む36店舗を展開しており、年内にはさらに4店舗が開業する見通しである。カーディフにある店舗はジョン・ルイス・パートナーシップが運営する店舗としてはロンドンの旗艦店を除いては最大規模である。

## 店舗業態

### 百貨店
ジョン・ルイス・パートナーシップは2012年現在、イングランド、ウェールズおよびスコットランドに36店舗を展開している。オックスフォード・ストリート店は1864年創業で、チェーン内で最大の店舗である。36店舗中28店舗が伝統的なスタイルの百貨店で、6店舗は"ジョン・ルイス・アットホーム"と呼ばれる新業態の店舗である。現在、4店舗の"アットホーム"ストアが2012年内の開業を予定している。2013年には、ニューストリート駅の再開発事業の一環として、バーミンガム・シティ・センターにあるパラセイズ・ショッピング・センター内に新規出店する計画がある。

### ジョン・ルイス・アットホーム
2009年、ジョン・ルイスは新業態となる"ジョン・ルイス・アットホーム"について発表し、同年10月には1号店をプールにオープンさせた。この新業態の店舗はショッピング・センター等の既存店の中に出店する形で、電気製品、日用品、DIY用品を中心とした品揃えである。
ジョン・ルイスの店舗
- クリスマスのイルミネーションで装飾された2005年12月のオックスフォード・ストリート店
- レディング店
- リヴァプール店
- レスター店
- カーディフ店
- ニューカッスル店

## 現在営業している店舗

### 百貨店
セントラル・ロンドンにあるオックスフォード・ストリートの店舗を旗艦店として、以下のイギリス国内の都市に百貨店を展開している。

#### イングランド
- ウェリン
- ケンブリッジ
- サウサンプトン
- シェフィールド
- ソリフル
- ニューカッスル・アポン・タイン
- ノッティンガム
- ノリッジ
- ハイ・ウィコム
- ピーターバラ
- ブリストル
- ブルーウォーター
- ミルトン・キーンズ
- リヴァプール
- レスター
- レディング
- ワトフォード

##### ロンドン
- オックスフォード・ストリート
- キングストン・アポン・テムズ
- ストラトフォード
- ブレント・クロス

##### マンチェスター
- チードル
- トラフォード

#### ウェールズ
- カーディフ

#### スコットランド
- アバディーン
- エディンバラ
- グラスゴー

上記の店舗に加えて、さらに2店舗の百貨店をジョン・ルイスとは異なる店舗ブランド名で運営しており、ロンドンのスローン・スクエアにあるピーター・ジョーンズとポーツマスのサウスシーにあるナイト&リーがある。

### アットホーム・ストア
- アシュフォード (2012年9月オープン予定)
- イプスウィッチ (2012年にオープン予定)
- クロイドン
- スウィンドン
- タムワース
- タンブリッジ・ウェルズ
- チェスター (2011年10月に開業)
- チェムスフォード (2013年オープン予定)
- チチェスター
- ニューベリー (2012年にオープン予定)
- プール  (2009年10月に"アット・ホーム"の1号店としてオープン)

（出典はジョン・ルイス公式サイト）